# Ẩm thực México

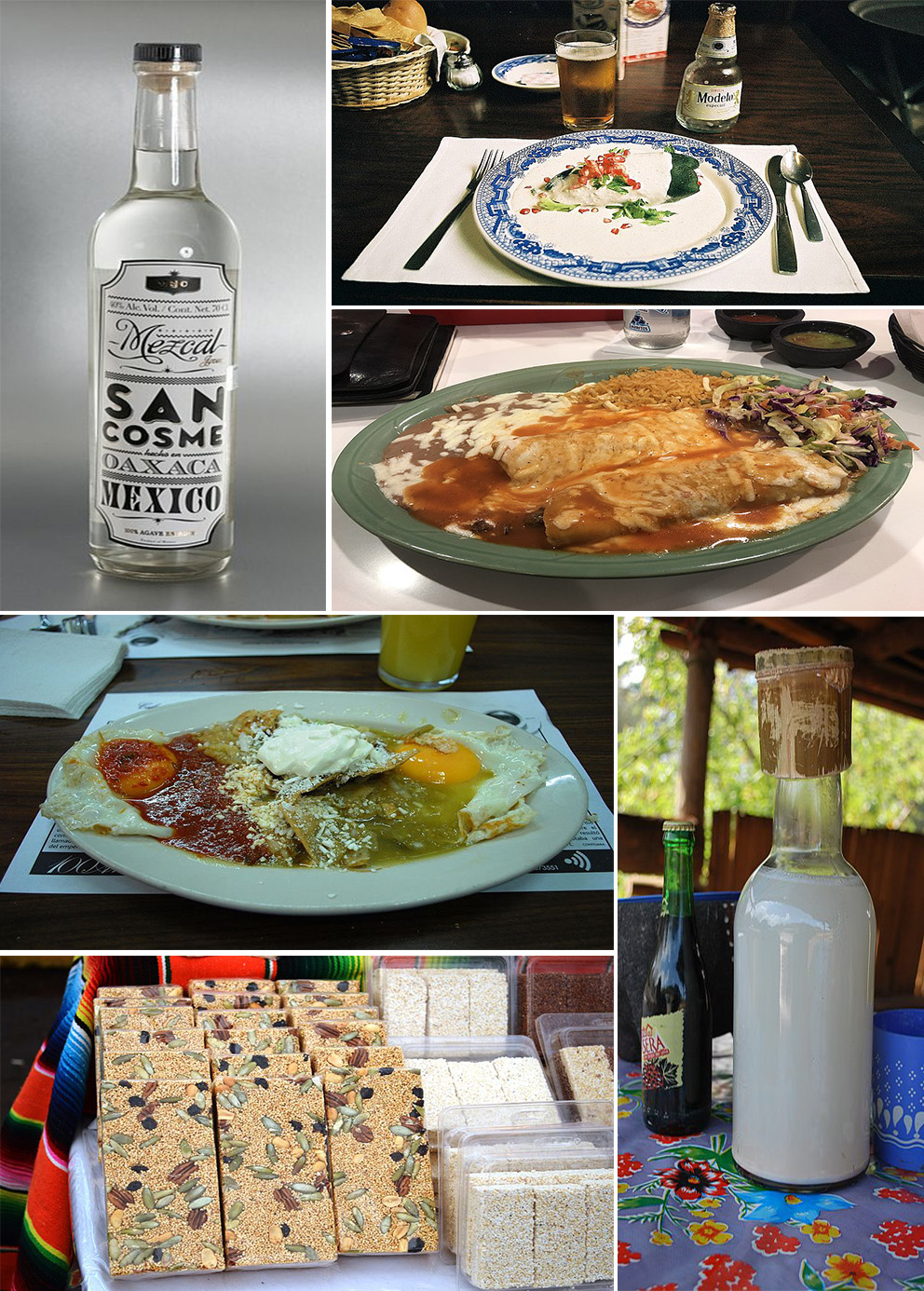
Ẩm thực México.

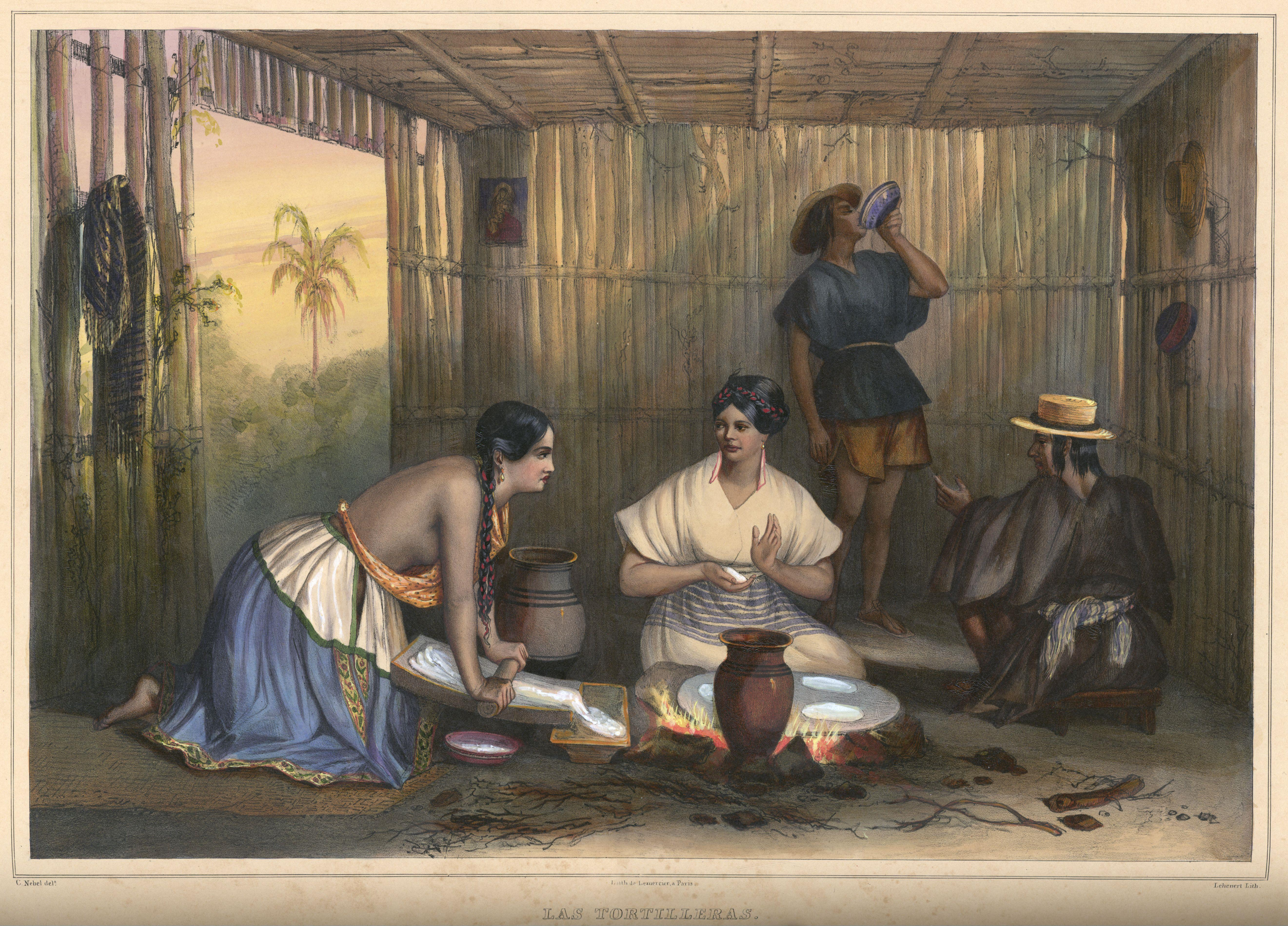
Phụ nữ làm tortilla, đầu thế kỷ 19 ở Mexico

Ẩm thực México là một trường phái ẩm thực đến từ nước México, được biết tới với hương vị đa dạng, bày biện thức ăn đầy màu sắc cùng với việc sử dụng một số
lượng lớn các gia vị và nguyên liệu, hầu hết đều là nguyên liệu bản địa của nước này. Nền ẩm thực México đã được phát triển qua hàng ngàn năm, là kết quả của sự kết hợp giữa ẩm thực thời kỳ tiền Columbus của thổ dân, sau này tiếp nhận thêm các yếu tố nước ngoài (sau thế kỷ 16). Vào năm 2010, ẩm thực México được UNESCO công nhận là di sản phi vật thể của nhân loại.

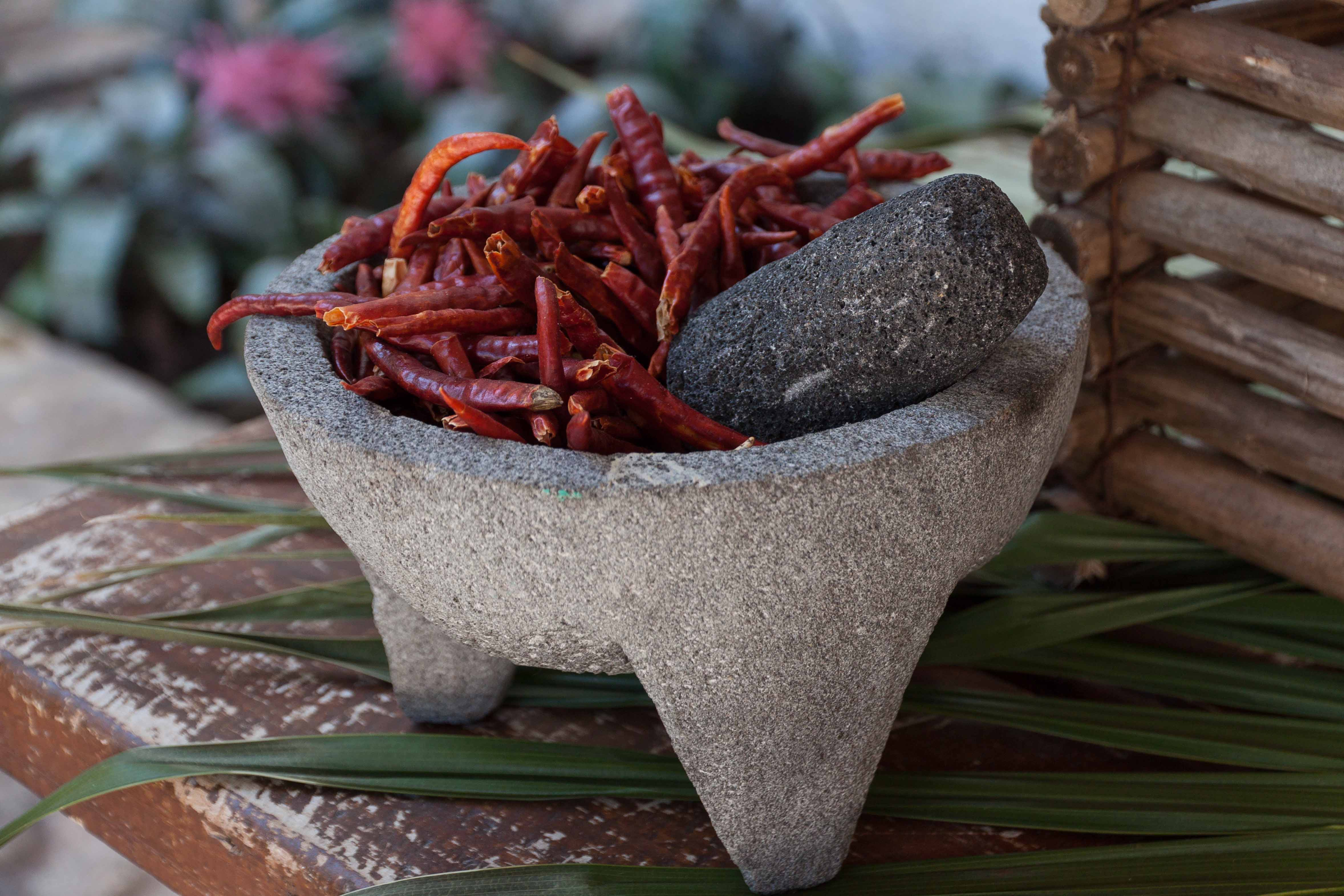
Molcajete và tejolote, cối và chày truyền thống của México

## Món ăn
Taco tương tự như cuộn thịt lớn của Doner Kebap với mùi vị của rau thơm, tương ớt đỏ, gia vị ngọt mặn, ngô và thịt. Những miếng Tacos được xắt ra từ một chân thịt lớn, ăn với bánh ngô nóng, có vị cay.
Chilaquiles có thể được coi là món ăn sáng tạo nhất của người phụ nữ Mexico khi họ phải đối mặt với những thực phẩm và đống bánh cũ của ngày hôm trước. Họ sáng tạo ra một món mới với nước sốt nóng bỏng, màu xanh hoặc đỏ sẫm trong nồi đất, hòa trộn cùng pho mắt trắng, hành tây thái lát, epazote (một loại thảo mộc Mexico) và kem chua. Chilaquiles đỏ là hỗn hợp của cà chua và ớt đỏ, tím còn chilaquiles xanh được thực hiện với cỏ, lá cà chua.
Tortillas là loại bánh ngô hình tròn dẹt được nướng trên chảo đất sét này sẽ không thể trở nên ngon mắt và ngon miệng nếu thiếu đi Quesadillas và empanadas. Đó là sự trộn lẫn của nấm, hoa bí, ớt, thịt lợn xay ớt và bột ngô cháy.
Món Molé được chế biến từ lạc, muối, bánh mì xay, ớt bột, chocolate đun sôi, quế, chuối, lá cây đinh hương và vỏ cam, húng tây, hạt tiêu ... rất rất nhiều thứ gia vị đặc trưng của đất nước Mexico tạo nên hương vị ngây ngất, thơm lừng, vừa mặn vừa ngậy ngọt.
Fruta con chile làm từ quả xoài, rắc chút bột ớt, nước sốt và ngâm trong nước chanh. Cái vị cay chua mặn ngọt đó dễ khiến thòm thèm khi nghĩ đến. Còn có thể tìm thấy những "phiên bản" khác với dưa chuột, củ đậu và xoài chín.
Ẩm thực Mexico - Những món ăn vừa cay vừa ngon
Micheladas và Sueros hống như một loại cocktail có tên Caipirhina tại Braxil và Mojito tại Cuba. Micheladas là một loại nước sốt ớt cay xè trộn với bia, còn Sueros là bia với nước cốt chanh muối. Nếu có thể uống nó mà không nhăn mặt, không thè lưỡi thì chỉ có thể là dân Mexico bản xứ.
Tamales được bọc trong lá chuối hoặc lá ngô, là sự kết hợp của ngô nếp, thịt và nước sốt đặc trưng Mexico, bên trong là những hạt ngô mềm nép cạnh những miếng gà với ớt nhỏ vàng hoặc xanh, tiêu cay jalapeno, bột đâu và vô số thảo mộc khác.
Elotes là ăn bình dân này chính là ngô nướng hoặc luộc được quết dày một lớp mayonnaise, pho mát trắng tươi, bột ớt, nước chanh. Đặc biệt trong mùa đông món ăn này càng được ưa chuộng.
Ẩm thực Mexico
Pozole có vị của nước ninh thịt, hạt ngô dai dai, củ cải giòn, bắp cải mềm và nước sốt chanh ngập trên mặt súp.
Barbacoa được nhiều người cho rằng đây là gốc rễ của BBQ, với thịt cừu nướng trong một hố đào dưới đất. Thịt nướng mềm được tẩm với lá maguey và nước sốt, nước chanh sẽ khiến bạn không kịp thổi đã bỏ vào miệng thưởng thức ngay.